# Trionòmids
Els trionòmids (Thryonomyidae) són una família de rosegadors que conté un sol gènere vivent, Thryonomys. Els trionòmids actuals viuen exclusivament a l'Àfrica subsahariana, però les espècies prehistòriques s'estengueren fins al nord d'Àfrica, la península Aràbiga i fins i tot allò que avui en dia és el Pakistan.